# Auraiya (huyện)
Huyện Auraiya là một huyện thuộc bang Uttar Pradesh, Ấn Độ. Thủ phủ huyện Auraiya đóng ở Auraiya. Huyện Auraiya có diện tích 2051 ki lô mét vuông. Đến thời điểm năm 2001, huyện Auraiya có dân số 1179496 người.